# Anna von Plauen (Gernrode)
Anna von Plauen (* 1506; † 18. März 1548 in Gernrode) war Äbtissin des Stifts Gernrode  von 1532 bis 1548.

## Leben
Anna war eine Tochter von Heinrich III. von Plauen, Burggraf von Meißen, und Barbara von Anhalt-Köthen, Tochter von Fürst Waldemar VI. von Anhalt-Köthen und Margarete von Schwarzburg-Blankenburg.
Nachdem Anna 1532 zur Äbtissin ernannt worden war, setzte sie das Werk ihrer Vorgängerin Elisabeth von Weida fort und förderte reformatorische Ideen im Stift. 1533 wurde die Stiftskirche in eine gewöhnliche Pfarrkirche umgewandelt. Im selben Jahr wurde auch der Bau einer Elementarschule abgeschlossen, der durch Pfarrer Stefan Molitor und Elisabeth angeregt worden war. In dieser sollten Kindern unterer sozialer Schichten Grundkenntnisse vermittelt werden im Sinne Luthers.

Wappen von Gernrode bis 1993

1539 verlieh Anna als Territorialherrin dem Ort Gernrode das Recht, ein Siegel und ein Wappen führen zu dürfen, was einer einfachen Stadtrechtsverleihung entsprach. Der Löwe im Wappen geht auf ihre Familie Reuß zurück und ist bis heute in diesem enthalten.
1545 fand die erste evangelische Kirchenvisitation im Stiftsgebiet unter Superintendent Molitor statt.